# Monte Qimmeertaajaliip

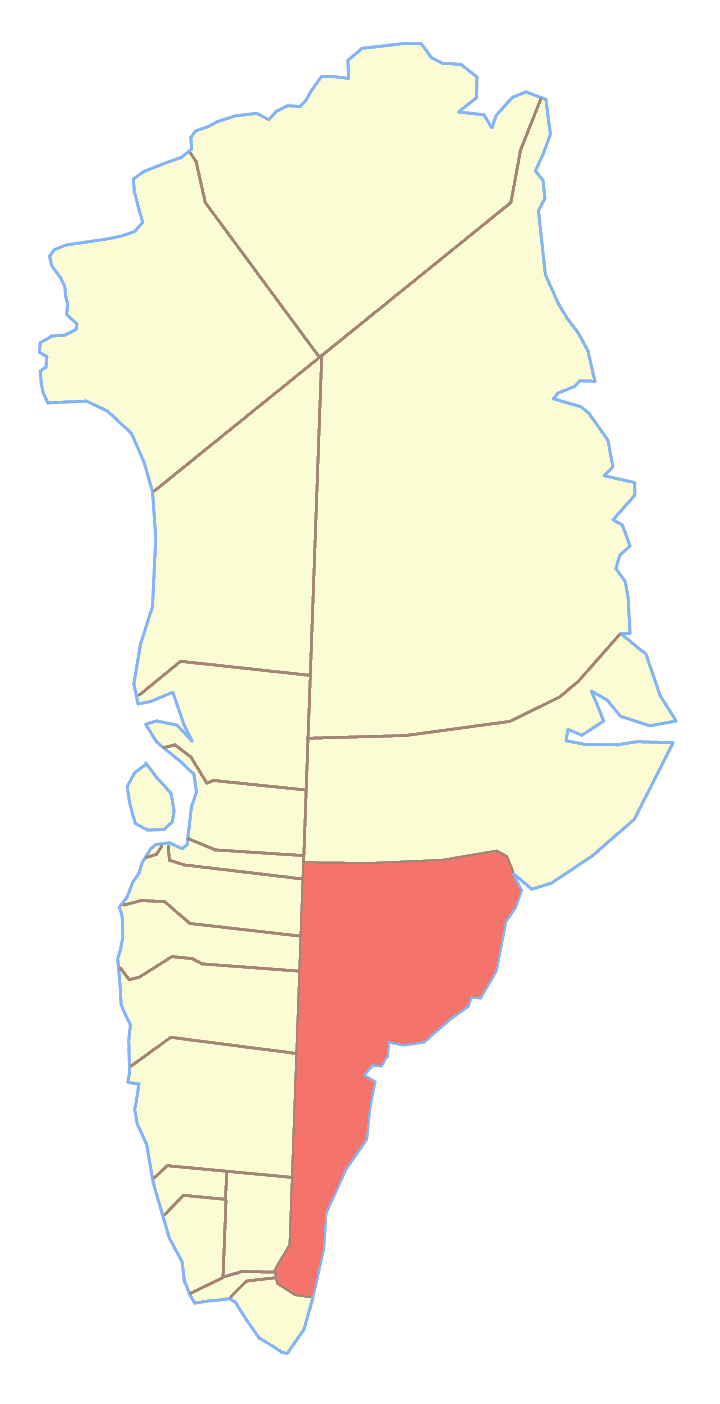
Ex comune di Ammassalik, dove si trovava il monte Qimmeertaajaliip

Il monte Qimmeertaajaliip (groenlandese Qimmeertaajaliip Qaqqartivaa, danese Polhems Fjeld) è una montagna della Groenlandia di 1003 m. Si trova a 65°40'N 37°31'O; appartiene al comune di Sermersooq.